# Oxyopes salticus
Oxyopes salticus es una especie de araña araneomorfa de la familia Oxyopidae. Fue descrita científicamente por Hentz en 1845.
Habita desde los Estados Unidos hasta el norte de Argentina y Chile.

## Distribución
Se encuentra en el este de los Estados Unidos desde Massachusetts e Iowa hasta Florida y Texas, a lo largo de la frontera con México, al norte a lo largo de la costa del océano Pacífico hasta Oregón y gran parte de América del Sur y Central. Además se ha encontrado en grandes cantidades en la isla Grande de Hawái, así como en la isla de Maui.

## Importancia en el sector agrícola
Varios autores (Brady 1964, Laster y Brazzel 1968, McDaniel et al. 1981, Young y Lockley 1985) han señalado la importancia de los oxiópidos como depredadores principales de plagas agrícolas. En 1961, Kayashima liberó 45 000 arañas O. sertatus en un bosque de Cryptomeria japonica en Japón y notó una reducción del 53 % en el daño causado por Contarinia inouyei. Otros estudios en India (Sharma & Sarup, 1979; Rao et al., 1981) han observado resultados similares. Sin embargo, algunos estudios señalan que O. salticus (y otros oxiópidos) también son depredadores de insectos benéficos (por ejemplo abejas y otros polinizadores), por lo que su importancia en el control de plagas es algo cuestionada.